# Plán XVII

Mapa francouzského válečného plánu z počátku války

Plán XVII je označení francouzského válečného plánu vypracovaného před první světovou válkou pro případ konfliktu s Německem. Francouzské velení počítalo s válkou Německa na dvou frontách a předpokládalo počáteční německý útok v oblasti Lotrinska. Odpovědí na něj měl být francouzský nápor na pravém křídle fronty, kde bylo cílem plánované francouzské ofenzivy obsadit města Colmar a Mylhúzy v Alsasku. Po obsazení západního břehu Rýna a upevnění pozic v Alsasku plánovali Francouzi zahájení druhého útoku v Lotrinsku. Po očekávaném úspěchu plánovalo francouzské velení postup podél Rýny na sever až ke Koblenzi. Levé francouzské křídlo u Verdunu měly mezitím krýt tři armády, jejichž úkolem bylo zareagovat na možný německý postup skrze Lucembursko, Ardeny či belgické území.
Od porážky ve válce s Pruskem a sjednocení Německa připravovalo francouzské velení plány pro případ nové války s posíleným Německým císařstvím. Francouzská armáda se však potýkala s faktem, že Francie se nemohla rovnat rychle rostoucí populaci sjednoceného Německa. Císařství navíc bylo schopné účinně doplňovat vojenské síly s pomocí záloh. Francouzské vojenské plány XIV, XV, i XVI z let 1898, 1903 a 1907 proto počítaly především s obranou společné hranice. V roce 1911 navrhl nový náčelník francouzského generálního štábu, Victor Michel včlenit dostupné zálohy do jednotek v aktivní službě a rozvinout obranu po celé délce východní hranice od Švýcarska až po Severní moře. Počítal dokonce s preventivním postupem na belgické území. Po Michelově propuštění se novým vrchním velitelem stal generál Joseph Joffre. V dubnu 1913 pak byl schválen nově vypracovaný Plán XVII, který počítal s ofenzívní operací na společné francouzsko-německé hranici. Argumentem pro útočnou strategii a vyprovokování velké bitvy na západní frontě hned v úvodu střetnutí byly francouzské obavy z liknavého postoje Ruského impéria.
Francouzské velení postupovalo dle Plánu XVII na počátku první světové války, kdy podniklo výpad na německé území. Francouzský postup však nahrával německému plánu, který počítal s obchvatem francouzských pozic skrze území neutrální Belgie. Francouzi byli poraženi v bitvě o Ardeny, u Mylhúz a u Charleroi. Rychlý německý postup pak donutil Dohodu na západní frontě ustoupit až do blízkosti Paříže, kde teprve se Němce podařilo zastavit v bitvě na řece Marně.